# Heinrich Gerlach (Autor)
Heinrich Gerlach (* 18. August 1908 in Königsberg; † 27. März 1991 in Brake) war ein deutscher Schriftsteller. Als Oberleutnant der Wehrmacht hatte er an der Schlacht von Stalingrad teilgenommen. Während seiner Gefangenschaft in der Sowjetunion wurde er Angehöriger des Bundes Deutscher Offiziere und des Nationalkomitees Freies Deutschland. Bekannt wurde er durch den Stalingrad-Roman Die verratene Armee (1957).

## Leben
Gerlach machte sein Abitur am Wilhelms-Gymnasium in Königsberg. Ab 1929 studierte er Latein, Deutsch und Französisch in Wien, Genf, Freiburg im Breisgau und in Königsberg. Nach einem Semester in Königsberg ging er für zwei Semester nach Wien. Dann folgte ein Wintersemester 1927/28 in Freiburg. Danach ging er zurück nach Königsberg. Im Frühjahr 1931 legte er das erste Staatsexamen ab. Ab Herbst 1931 folgte ein einjähriges Referendariat an einem Gymnasium in Tilsit. Nun ging er zurück ins Wilhelms-Gymnasium und machte im Herbst 1933 sein zweites Staatsexamen. Da keine Stelle als Studienassessor frei war, ging er im Oktober 1933 als Lehrer an die Heeresfachschule in Osterode am Harz. Am 20. April 1934 heiratete er seine langjährige Freundin Ilse Kordl. Dann bekam er eine Vertretungsstelle als Studienrat in Lyck. Später bekam er dort eine feste Stelle. Seine Familie blieb nun bis 1944 in Lyck.
Am 17. August 1939 wurde er als Reservist zur Wehrmacht eingezogen. Er wurde zum Unteroffizier ernannt und Führer eines Fernsprech-Bautrupps bei der bespannten 228. Nachrichten-Abteilung. Von Februar bis April war er in Halle an der Saale bei einem Offiziersanwärterlehrgang. Von April bis August 1940 war er bei der 1. Nachrichtenabteilung in Königsberg. Von August bis Dezember 1940 folgte ein erneuter Einsatz bei der 228. Nachrichten-Abteilung in Westfalen. Dort wurde er am 1. September 1940 zum Leutnant befördert. Vom Dezember 1940 bis zum April 1941 war er als Zugführer der 228. Nachrichtenabteilung in Frankreich eingesetzt. Im April 1941 war er mit seiner Nachrichtenabteilung während des Balkanfeldzuges in Jugoslawien im Einsatz. Ab Juni 1941 erfolgte ein Einsatz bei der 16. Infanterie-Division (mot.). Mit dieser Division nahm er ab dem 22. Juni 1941 am Überfall auf die Sowjetunion teil. Ab dem 24. Juli 1942 wurde er im Stab des XXXXVIII. Panzerkorps eingesetzt. Mit dem Panzerkorps nahm er an verschiedenen Schlachten wie der Kesselschlacht um Kiew, der Doppelschlacht bei Wjasma und Brjansk und dem Fall Blau teil. Gerlach wurde am 1. Juli 1942 zum Oberleutnant befördert. Ab Ende Juli gehörte das Korps zur 6. Armee und rückte gegen Stalingrad vor. Am 24. Oktober 1942 erfolgte die Versetzung zum Stab der 14. Panzer-Division, welche zum Panzerkorps gehörte. Hier war Gerlach Dritter Generalstabsoffizier oder Ic. Als Ic unterstanden ihm die Feindnachrichtenabteilung mit Zuständigkeit für Feindlage, Einsatzführung unterstellter Einheiten der Abwehr, Briefzensur unterstellter Einheiten der Geheimen Feldpolizei und unterstellter Einheiten der Propagandakompanie. Die 14. Panzerdivision hatte zu diesem Zeitpunkt während der schweren Kämpfe in der Innenstadt fast alle Panzer verloren und stand im Abschnitt zwischen Brotfabrik und Wolgaufer im Kampf. Gerlach wurde schwer am Kopf verwundet und geriet Ende Januar 1943 in Kriegsgefangenschaft.
Zunächst kam er in das Stalingrader Stadtgefängnis Beketowka. Am 24. Februar 1943 wurde er in das Lager 27 Lunjowo unter der Kontrolle des sowjetischen Militär-Geheimdienstes GRU nach Krasnogorsk transportiert. Kurz darauf, am 28. Februar, wurde er ins Lefortowo-Gefängnis in Moskau gebracht und in Einzelhaft gesteckt. Wegen seiner Dienststellung als Dritter Generalstabsoffizier und der damit verbundenen Zuständigkeit für die Feindnachrichtenabteilung wurde er vom NKWD vier Monate lang verhört. Im Juni wurde er nach Susdal ins NKWD-Gefangenenlager 160 gebracht. Dort befanden sich nur Offiziere, darunter die in Stalingrad gefangen genommenen Generale. Am 22. Juli 1943 kam er erneut ins Lager 27 bei Lunjowo. Dort gehörte er zur 14 Mitglieder zählenden Initiativgruppe für die Gründung des Bundes Deutscher Offiziere (BDO). Am 11. September war er Mitbegründer des BDO und Mitunterzeichner des Aufrufs an die deutschen Generale und Offiziere! An Volk und Wehrmacht! vom 12. September 1943. Von Juli 1943 bis November 1945 schrieb er 21 Artikel für die Zeitung des NFKD, Freies Deutschland.
Mit Verfügung des OKH vom 23. Dezember 1944 wurde Gerlach in Abwesenheit, zusammen mit 19 weiteren in sowjetischer Kriegsgefangenschaft befindlichen Offizieren, zur Durchführung eines Verfahrens vor dem Volksgerichtshof „vorläufig“ aus dem aktiven Wehrdienst entlassen. Kurz darauf wurde er vom Reichskriegsgericht zum Tode verurteilt. Seine Familie wurde im Juli 1944 in Sippenhaft genommen.
Als Gerlach 1949 politisch nicht mehr benötigt wurde, kam er in verschiedene sowjetische Arbeitslager und ins Gefängnis. Im Zuge einer Massenverurteilung drohten ihm aufgrund vermeintlicher Kriegsverbrechen 25 Jahre Zwangsarbeit. Vor diesem Hintergrund erklärte er sich zu einer konspirativen Zusammenarbeit mit dem sowjetischen Geheimdienst bereit, die er zuvor verweigert hatte. So wurde er im April 1950 repatriiert. Durch einen Zufall konnte er sich bei der Ankunft in Berlin dem Zugriff der sowjetischen Behörden entziehen. Anschließend lebte er mit seiner Frau und den drei Kindern in West-Berlin, wo er als Volksschullehrer tätig war. 1951 sah Gerlach sich gezwungen, Berlin zu verlassen, nachdem er von sowjetischen Agenten unter Druck gesetzt worden war. Sein weiteres Leben verbrachte er mit seiner Familie in Brake, wo er am Gymnasium eine Stelle als Studienrat bekommen hatte.

## Gerlachs Stalingradroman
Einige Monate nach seiner Gefangennahme begann Gerlach, das Erlebte in Tagebuchnotizen zu verarbeiten. Da sich diese Form als ungeeignet erwies, die Tragweite der Ereignisse literarisch zu erfassen, entschloss er sich Ende 1943, einen Roman über die Schlacht von Stalingrad zu schreiben. Neben persönlichen Erfahrungen konnte Gerlach dabei auch auf die Berichte seiner Mithäftlinge zurückgreifen, was es ihm ermöglichte, die Schlacht aus zahlreichen Perspektiven zu schildern. Das Manuskript für den Roman Durchbruch bei Stalingrad hat Gerlach eigenen Angaben zufolge am 8. Mai 1945 fertiggestellt. Er hatte die Absicht, den Roman nach seiner Rückkehr in Deutschland zu veröffentlichen und schmuggelte das Manuskript durch mehrere Gefangenenlager. 1949 wurde es von den Sowjets konfisziert.

### Die verratene Armee (1957)
Zurück in Deutschland versuchte Gerlach, eine Rückgabe seines Manuskripts zu bewirken. Entsprechende Anfragen blieben jedoch unbeantwortet. Später stellte sich heraus, dass die Sowjets ein Gutachten zu Durchbruch bei Stalingrad erstellt hatten. Demnach sei in dem Text eine feindliche Gesinnung gegenüber der Sowjetunion erkennbar gewesen.
Während eine Rekonstruktion des Romans ihm zunächst aussichtslos erschien, erfuhr Gerlach in einer Ausgabe der Illustrierten Quick von der Möglichkeit, Erinnerungen durch Hypnose aus dem Unterbewusstsein hervorzuholen. Er kontaktierte den Münchener Arzt und Psychologen Karl Schmitz. Dieser stand kurz vor der Veröffentlichung seines Buches Was ist – was kann – was nützt Hypnose? und sah in Gerlach eine Gelegenheit, sich als Koryphäe auf dem Gebiet der Hypnose zu profilieren. Gerlach konnte sich die Behandlung jedoch nicht leisten. Auf Anraten Schmitz’ bat er Quick um die Finanzierung des Hypnoseexperiments und versprach dem Blatt als Gegenleistung eine sensationelle Geschichte. Quick überwies Schmitz 1750 Mark und berichtete unter dem Titel Ich weiß wieder, was war... über die Höhepunkte und das Ergebnis der 23 Hypnosesitzungen, die im Sommer 1951 in der Münchener Praxis stattgefunden hatten. Obwohl es so tatsächlich gelang, beachtliche Teile des Romans zu rekonstruieren, benötigte Gerlach noch mehrere Jahre für die Fertigstellung der Zweitfassung, die 1957 unter dem Titel Die verratene Armee erschien. 1959 wurde er dafür mit dem Premio Bancarella ausgezeichnet. In den folgenden Jahren wurde das Werk zu einem Bestseller und erlebte bis 1988 eine Gesamtauflage von mehr als 1 Million Exemplaren. Außerdem wurde es in zahlreiche Sprachen übersetzt. Carsten Gansel bezeichnet Die verratene Armee als „authentische Dokumentation, die vergleicht und abwägt, so dass die Sprache auffällig in die Breite geht, abgerundeter und glatter erscheint [als in Durchbruch bei Stalingrad]“.

### Durchbruch bei Stalingrad (2016)
Das Originalmanuskript zu Durchbruch bei Stalingrad wurde am 14. Februar 2012 von Carsten Gansel im Staatlichen Militärarchiv in Moskau wiedergefunden und 2016 mit einem Nachwort veröffentlicht.
Der Roman sei gegenüber Die verratene Armee authentischer, weil bei seiner Entstehung keine „außerliterarische Rücksichtnahme“ im Hinblick auf einen etwaigen Publikumsgeschmack erforderlich gewesen sei. Die Darstellung dringe hier „bis unter die schmutzige Uniform des Soldaten und offenbart seine jammervolle Gier nach Büchsenfleisch, Zigaretten, Feuerholz, und imitierten Weihnachtsbäumen ebenso wie seine Einsamkeit, die Ausgeliefertheit, Verzweiflung und Verelendung in den vereisten Bunkern.“ Die Urfassung zeichnet sich zudem durch eine dezidierte Selbstreflexion einiger Romanfiguren aus, in deren Rahmen Gewissenskonflikte und die Frage nach der eigenen Mitverantwortung für die Verbrechen unter dem Banner des Nationalsozialismus abgehandelt werden. Jochen Hellbeck sieht darin den Einfluss der sowjetischen Re-Education, mit der Gerlach als Kriegsgefangener in Berührung gekommen war. Entsprechende Tendenzen seien in Die verratene Armee stark in den Hintergrund getreten. Gerlach habe den Roman an die Bedürfnisse des westdeutschen Publikums angepasst. Die Zweitfassung ist geprägt von einem soldatischen Opfernarrativ sowie vom Mythos der Sauberen Wehrmacht. Die deutschen Soldaten werden hier vor allem als Leidtragende dargestellt, die von Hitler „hinters Licht geführt“ wurden und ihrer Pflicht als Soldat alternativlos ausgeliefert sind. Damit orientierte Gerlach sich an der für den westdeutschen Kriegsroman der 1950er Jahre charakteristischen Erzählweise.

## Odyssee in Rot: Bericht einer Irrfahrt
1966 erschien der Roman Odyssee in Rot, in dem Gerlach seine langjährige Kriegsgefangenschaft und das Engagement beim NKFD und beim BDO thematisiert. 1970 wurde auf Grundlage des Buches ein Dokudrama für das Fernsehen mit Titel Das Haus Lunjowo gedreht. 2017 wurde der Roman neu aufgelegt. In einem Nachwort erläutert der Herausgeber Carsten Gansel die Ergebnisse umfangreicher Forschungsarbeiten zu Heinrich Gerlach, die im Vorfeld der Neuveröffentlichung stattgefunden hatten.

## Schriften
- Durchbruch bei Stalingrad. Herausgegeben, mit einem Nachwort und dokumentarischem Material versehen von Carsten Gansel. Galiani, Berlin 2016, ISBN 978-3-86971-121-8.
- Die verratene Armee. Ein Stalingrad-Roman. Nymphenburger, München 1957.
- Odyssee in Rot. Bericht einer Irrfahrt. Nymphenburger, München 1966.
  - Odyssee in Rot. Bericht einer Irrfahrt. Herausgegeben, mit einem Nachwort und dokumentarischem Material versehen von Carsten Gansel. Galiani, Berlin 2017, ISBN 978-3-86971-144-7.
- Nur der Name blieb. Glanz und Untergang der alten Preußen. Econ, Düsseldorf und Wien 1978, ISBN 3-430-13183-9.
- Preußen. Aufstieg, Glanz und Untergang. Weltbild, Augsburg 1994, ISBN 3-89350-694-2.